# Žalostinke (Kochanowski)
Žalostnike (pl. Treny) so drugi pesniški cikel poljskega renesančnega pesnika Jana Kochanowskega, ki je bil prvič objavljen leta 1580. Cikel sestavlja devetnajst pesmi, ki so naslovljene z zaporednimi rimskimi številkami ter so posvečene avtorjevi hčerki, ki je umrla leta 1578 ali 1579 (datum njene smrti ni bil točno zabeležen). Cikel velja za edinstvenega tako v poljski kot v svetovni literaturi.

## Nastanek
Jan Kochanowski velja za enega izmed največjih poljskih pesnikov in je največji poljski pesnik do romantike – poljska literarna veda ga postavlja ob bok Adamu Mickiewiczu in Juliuszu Słowackemu, avtorjema iz obdobja romantike. Kochanowski, rojen plemiški družini, je bil deležen dobre izobrazbe ter se udeleževal mnogih potovanj, v okviru katerih je spoznaval takratno renesančno humanistično misel. Ta je s svojim naslanjanjem na antične in latinske zglede odločilno vplivala na njegovo pisanje, tako je v svojem prvem (padovskem) obdobju ustvarjal predvsem epigrame, elegije in erotično poezijo v latinščini. Dokaj zgodaj pa se je tudi seznanil s takratno aktualno tematiko ustvarjanja v narodnem jeziku, pri čemer je nanj najbolj vplival Pierre Ronsard v Parizu (Krakar 93–94). 
Njegovo nadaljnje ustvarjanje v drugem t. i. dvornem obdobju zaznamujejo fraške (epigrami), idile, satirične pesmi, panegiriki, prevodi, tragedije in pesmi. Ideal vaškega miru, harmonije, lepote in pesnjenja pa v zadnjem, t. i.  czarnolaskem obdobju, prekine več osebnih tragedij; najprej mu umre brat, kateremu napiše pogrebni govor, kasneje leta 1578 ali 1579 smrt doleti hčerko Urszulo oz. Urško, kateri posveti žalostinke, kmalu zatem pa še hčerko Hanno, njej v spomin napiše epitaf (Rezoničnik 204). 

## Zgradba in vplivi
Cikel Treny sestavlja devetnajst pesmi, naslovljenih z zaporednimi rimskimi številkami. Vsaka pesem se razlikuje po dolžini, ritmu, in v obliki verza, a prevladuje trinajsterec. Verzifikacijski sistem je silabičen. Silabizem je v poljsko književnost uvedel prav Jan Kochanowski – pred tem je bil v poljski književnosti srednjega veka uveljavljen stavčno-intonacijski verz, zatem sta Biernat iz Lublina in Mikołaj Rej uvedla nepravi silabizem, s Kochanowskim pa poljski verz preide v silabičnega in se kot tak obdrži vse do romantike (Rezoničnik 203). 
Posebnost in edinstvenost cikla v svetovni literaturi izhaja iz tega, da cikel ni posvečen odrasli in idealizirani osebi ali osebnostim, temveč majhnemu otroku – Urška je bila v času svoje smrti stara okoli dve leti. Cikel je izrecno avtobiografski; lirski subjekt cikla je oče, ki žaluje in toži za svojo hčerko. Pri tem se obrača na znance in neznance, osebe iz mitologije in zgodovine, obrača se na razum in razne filozofije, uteho pa najde šele v molitvi. V zadnji, devetnajsti pesmi, ki je tudi najdaljša, lirski subjekt v polsnu uzre svojo pokojno mater z Urško v naročju, ta pa ga okara in mu predoči vso zemeljsko minljivost in bolečino, kateri se je Urška s smrtjo izognila, ter večni mir onostranstva. Pesnik se zbudi in cikel se zaključi, kar nakazuje na spravo s smrtjo in žalovanjem. Vpliv na obrat h krščanstvu je zagotovo bila tudi naraščajoča protireformacijska dejavnost po Tridentinskem koncilu.
V pesmih se Kochanowski večkrat tako v motivih kot oblikovno naslanja tudi na ljudsko poezijo, med drugim na žalostno nevestino pesem, ko zapušča domačo hišo v 6. pesmi in na ljudsko tožbo ob pogrebu v 7. pesmi (Štefan 56–57).
Z ljudsko preprostostjo se v pesmih meša klasična vzvišenost, kjer so vidne mnoge navezave na antično grško in rimsko književnost: omembe Heraklita in Simonida (pesem št. 1), uporaba grških mitov (Perzefone v 2. in 5. pesmi, Harona v 10. pesmi, in mita o Orfeju v 14. pesmi) in Ovidove zgodbe o Niobi (v pesmi št. 4 in 15). Urško imenuje »slovanska Sapfo« (Kochanowski 52), v enajsti pesmi uporabi citat Bruta, v sedemnajsti pesmi pa polemizira s stoično filozofijo Cicera. Filozofska poravnava je tudi ena izmed tematik celotnega cikla, saj Kochanowski skozi psihološko poglobljene, čustvene, in oblikovno dovršene opise stopenj žalovanja postopno preide od stoične filozofije humanizma k religioznosti in krščanstvu, čeprav celotna misel cikla ostaja v skladu z njegovim dotedanjim humanističnim svetovnim nazorom (Štefan 56). 
Poleg ljudskega pesništva in antičnih ter renesančnih zgledov (npr. Petrarkovi  soneti umrli Lauri) je na avtorjevo pesnjenje žalostink vplivalo tudi njegovo večletno prevajanje Davidovih psalmov, skozi katere je razvil oblikovno mojstrstvo, ki se odraža v Žalostnikah, najbolj dotično v psalmskem slogu 17. in 18. pesmi. Kochanowski je psalme prevajal po latinskem besedilu, ki ga je priredil škotski humanist Buchanan, ter si v procesu prevoda dovolil veliko avtorske svobode, njegov prevod pa je kasneje Mickiewicz označil za najboljši moderni prevod psalterja (Štefan 58).

## Povezava s slovensko književnostjo
Dela Jana Kochanowskega lahko beremo v prevodih Lojzeta Krakarja, Rozke Štefan in Toneta Pretnarja, prevod fraške Lipa pa je v Slovensko berilo za peti gimnazijski razred uvrstil tudi Fran Miklošič. Uveljavitev narodnega jezika ne le kot jezika komunikacije temveč tudi kot jezika ustvarjanja, enakovrednega večjim narodnim jezikom, kot jo uvede Kochanowski, dva in pol stoletja kasneje na slovenskem uvede France Prešeren, ki je bil z deli Kochanowskega po vsej verjetnosti seznanjen prek Matije Čopa.